# Lunik
Lunik là một xã trong quận Librazhd thuộc hạt Elbasan, Albania. Dân số năm 2005 là 4136 người.